# Geestmolen (Alkmaar)
De Geestmolen is een in 1565 gebouwde poldermolen met een eikenhouten achtkant op lage voet. De molen is een zogenaamde grondzeiler en staat aan het Hoeverpad 13 in Alkmaar.
De Geestmolen bemaalde vroeger de 170 hectare grote Geestmolenpolder. Doordat in het begin van de jaren zestig de nieuwbouwwijk De Hoef is verrezen, heeft de molen nu geen landschappelijke functie meer. De Geestmolen is van het type achtkantige binnenkruier. Dit betekent dat de wieken binnen op de wind kunnen worden gezet (het mechanisme bevindt zich geheel in de kap). Het gevlucht heeft Fauël fokwieken. Op 15 januari 2015 brak de bovenas en viel met het gevlucht tijdens een stormachtige wind naar beneden en belandde in een naastgelegen sloot. Het ongeluk kon volgens de molenaar gebeuren doordat tijdens het draaien van het gevlucht de borging, de bezetketting, losschoot en de kap van zuid naar west een kwartslag draaide, waardoor de wind achter op de fokwieken kwam en dezen met de as uit de molen werden geblazen. Eind 2016 werd de schade hersteld en kon er weer gemalen worden.
De stalen vijzel heeft een diameter van 1,60 meter.
Strijkmolens:
Strijkmolen B ·
Strijkmolen C ·
Strijkmolen D ·
Strijkmolen E ·
Ambachtsmolen ·
Strijkmolen I ·
Strijkmolen K ·
Strijkmolen L

Poldermolens:
Bosmolen ·
Hargermolen ·
Groetermolen ·
De Grebmolen ·
Slootgaardmolen ·
Poldermolen Waarland ·
Molen D / Oosterdel ·
Molen A ·
Sluismolen ·
Damlandermolen ·
Philisteinse Molen ·
Wimmenumer Molen ·
Geestmolen ·
Robonsbosmolen ·
De Viaan ·
De Eendracht

Korenmolens:
De Groot ·
Kijkduin (Schoorl) ·
't Roode Hert -
De Gouden Engel -
De Otter (Oterleek)

Molenstichting Alkmaar